# Tennessee Pusher
Tennessee Pusher är ett musikalbum av Old Crow Medicine Show, utgivet 2008. Efter att bandets två föregående album producerats av David Rawlings hade man här bytt producent till Don Was, som tidigare bland annat arbetat med Bob Dylan och The Rolling Stones. Albumet nådde plats 50 på Billboard 200.

## Låtlista
1. "Alabama High-Test" (Ketcham Secor) - 2:25
2. "Highway Halo" (Ketcham Secor) - 3:42
3. "The Greatest Hustler of All" (Ketcham Secor/Willie Watson) - 7:05
4. "Methamphetamine" (David Rawlings/Ketcham Secor) - 5:28
5. "Next Go 'Round" (Ketcham Secor/Willie Watson) - 3:38
6. "Humdinger" (Kevin Hayes) - 2:29
7. "Motel in Memphis" (Ketcham Secor) - 4:26
8. "Evening Sun" (Ketcham Secor/Willie Watson) - 3:44
9. "Mary's Kitchen" (Gill Landry) - 2:43
10. "Crazy Eyes" (Ketcham Secor/Willie Watson) - 4:18
11. "Tennessee Pusher" (Ketcham Secor) - 5:31
12. "Lift Him Up" (Blind Alfred Reed/Willie Watson) - 3:58
13. "Caroline" (Ketcham Secor) - 3:34

## Medverkande
- Critter Fuqua - sång
- Kevin Hayes - sång, guitjo
- Morgan Jahnig - kontrabas
- Jim Keltner - trummor
- Gill Landry - sång, slidegitarr
- Ketcham Secor - banjo, gitarr, munspel, fiol, sång
- Benmont Tench - Hammondorgel
- Willie Watson - gitarr, munspel, fiol, sång